# Australische Cricket-Nationalmannschaft in Bangladesch in der Saison 2005/06
Die Tour der australischen Cricket-Nationalmannschaft nach Bangladesch in der Saison 2005/06 fand vom 9. bis zum 28. April 2006 statt. Die internationale Cricket-Tour war Bestandteil der Internationalen Cricket-Saison 2005/06 und umfasste zwei Tests und drei ODIs. Australien gewann die Test-Serie 2–0 und die ODI-Serie 3–0.

## Vorgeschichte
Bangladesch spielte zuvor eine Tour gegen Kenia, Australien in Südafrika.
Das letzte Aufeinandertreffen der beiden Mannschaften bei einer Tour fand in der Saison 2003 in Australien statt.

## Stadien
Die folgenden Stadien wurden für die Tour als Austragungsort vorgesehen und am 8. Juni 2005 bekanntgegeben.
| Stadion                       | Stadt      | Kapazität | Spiele               |
| ----------------------------- | ---------- | --------- | -------------------- |
| Chittagong Divisional Stadium | Chittagong | 20.000    | 2. Test; 1. ODI      |
| Fatullah Osmani Stadium       | Fatullah   | 25.000    | 1. Test; 2. & 3. ODI |

## Kaderlisten
Australien benannte seinen Kader am 30. März 2006.
Bangladesch benannte seinen Kader am 2. April 2006.
| Test | Test | ODI | ODI |
| Bangladesch | Australien | Bangladesch | Australien |
| --- | --- | --- | --- |
| - Habibul Bashar (K) - Abdur Razzak - Aftab Ahmed - Enamul Haque - Javed Omar - Khaled Mashud (wk) - Mashrafe Mortaza - Mohammad Ashraful - Mohammad Rafique - Rajin Saleh - Shahadat Hossain - Shahriar Nafees | - Ricky Ponting (K) - Stuart Clark - Michael Clarke - Daniel Cullen - Adam Gilchrist (wk) - Jason Gillespie - Matthew Hayden - Mike Hussey - Phil Jaques - Brett Lee - Stuart MacGill - Damien Martyn - Shane Warne | - Habibul Bashar (K) - Abdur Razzak - Aftab Ahmed - Alok Kapali - Javed Omar - Khaled Mashud (wk) - Mashrafe Mortaza - Mohammad Ashraful - Mohammad Rafique - Rajin Saleh - Shahadat Hossain - Shahriar Nafees - Syed Rasel - Tushar Imran | - Ricky Ponting (K) - Adam Gilchrist (K & wk) - Nathan Bracken - Michael Clarke - Mark Cosgrove - Daniel Cullen - Brett Dorey - Brad Hogg - James Hopes - Mike Hussey - Mitchell Johnson - Simon Katich - Brett Lee - Andrew Symonds |

## Tests

### Erster Test in Fatullah
| 9. – 13. April Scorecard | Fatullah | Bangladesch 427 (123.3) & 148 (50) | – | Australien 269 (95.2) & 307-7 (107) |
|                          |          | Australien gewinnt mit 3 Wickets   |   |                                     |

### Zweiter Test in Chittagong
| 16. – 20. April Scorecard | Chittagong | Bangladesch 197 (61.2) & 304 (80.2)              | – | Australien 581-4d (152.3) |
|                           |            | Australien gewinnt mit einem Innings und 80 Runs |   |                           |

## One-Day Internationals

### Erstes ODI in Chittagong
| 23. April Scorecard | Chittagong | Bangladesch 195 (47)             | – | Australien 196-6 (44) |
|                     |            | Australien gewinnt mit 4 Wickets |   |                       |

### Zweites ODI in Fatullah
| 26. April Scorecard | Fatullah | Australien 250-5 (50)          | – | Bangladesch 183 (48) |
|                     |          | Australien gewinnt mit 67 Runs |   |                      |

### Drittes ODI in Fatullah
| 28. April Scorecard | Fatullah | Bangladesch 124 (42.3)           | – | Australien 127-1 (22.4) |
|                     |          | Australien gewinnt mit 9 Wickets |   |                         |